# Żywia (imię)
Żywia – imię żeńskie pochodzenia słowiańskiego. Imię pochodzi od Żywii, słowiańskiej bogini życia, płodności i wiosny.
Imię rzadkie. W 1994 roku żyło w Polsce 28 kobiet o takim imieniu. W styczniu 2025 r. w rejestrze PESEL, wśród publicznie dostępnych danych dotyczących osób żyjących, wykazano 64 kobiety o imieniu Żywia nadanym jako imię pierwsze.
Żywia imieniny obchodzi 21 marca, 20 października.